# Терентьев, Пётр Борисович
Пётр Борисович Терентьев (14.05.1930 — 03.04.2014) — российский учёный в области масс-спектрометрии, один из основателей советской органической масс-спектрометрии, доктор химических наук, профессор.
Родился в Москве. Отец — Борис Петрович Терентьев, — радиотехник, профессор Московского электротехнического института связи. Дядя, Александр Петрович Терентьев, — химик-органик, член-корреспондент АН СССР. Дед, Пётр Никитич Терентьев, — действительный статский советник, директором училища при товариществе «Прохоровская Трехгорная мануфактура».
В 1947 г. поступил на химический факультет МГУ им. М. В. Ломоносова, где уже на третьем курсе в журнале «Вестник МГУ» опубликовал свою первую научную работу.
После окончания университета направлен в центральный институт по переработке нефти — ЦИАТИМ (позднее назывался ВНИИНП). В 1956 г. перешёл в Институт физической химии АН СССР в отдел коррозии, но экспериментальную работу выполнял в лаборатории химфака МГУ.
Кандидатскую диссертацию написал под руководством профессора А. Н. Коста, и после ее защиты в 1962 г. был зачислен в штат химического факультета МГУ, где работал всю последующую жизнь.
В 1963—1964 гг. разработал методы синтеза важных в практическом отношении летучих ингибиторов коррозии для защиты изделий из черных и большинства цветных металлов, а также синтеза N-бензоилгексаметиленимина, который использовался в качестве репеллента (торговое название «Бензимин»).
С 1964 г. увлёкся новейшим методом исследования органических соединений — масс-спектрометрией, и прошёл стажировку во ВНИИНП под руководством А. А. Поляковой и Р. А. Хмельницкого.
Обобщив свои исследования и публикации, в 1965 г. начал читать для студентов и аспирантов первый в СССР курс лекций по органической масс-спектрометрии. На основе этих лекций написал первое советское учебное пособие в данной сфере:
- Масс-спектрометрия в органической химии [Текст] : [Учеб. пособие для хим. спец. вузов]. — Москва : Высш. школа, 1979. — 223 с.; 20 см.

В 1982 г. защитил докторскую диссертацию:
- Реакции циклоприсоединения на основе винилпиридинов : диссертация … доктора химических наук : 02.00.03. — Москва, 1981. — 380 с. : ил.

В 1987 г. совместно с литовским учёным А. П. Станкявичусом издал монографию:
- Масс-спектрометрический анализ биологически активных азотистых оснований / П. Б. Терентьев, А. П. Станкявичюс. — Вильнюс : Мокслас, 1987. — 278,[1] с. : ил.; 22 см.

Под его руководством выполнено и защищено 24 кандидатских диссертаций, был консультантом по двум докторским работам.
В 2003 г. был одним из инициаторов создания Всероссийского масс-спектрометрического общества, в 2009 г. избран его почётным членом.
Умер 3 апреля 2014 года, похоронен в Москве на Хованском кладбище (территория крематория).